# Hannes Baldauf
Hannes Baldauf (Pausa-Mühltroff, 9 de marzo de 1938 - 25 de febrero de 2015) fue un entrenador y jugador de fútbol alemán que se desempeñaba en la demarcación de defensa.

## Biografía
Empezó jugando como futbolista en el Hannover 96 II desde 1959 hasta 1963, año en el que subió al primer equipo de la mano del entrenador Helmut Kronsbein. En su temporada debut jugó en la Regionalliga Nord, donde quedó en segunda posición, por lo que ascendió a la Bundesliga. Hasta 1966 jugó en la máxima categoría del fútbol alemán, llegando a quedar quinto en 1965. Volvió a la cantera del club hasta 1968, año en el que fichó por el TuS Celle FC, donde se retiró como futbolista en 1970. En 1972 volvió a los terrenos de juego para ejercer el cargo de segundo entrenador en el Hannover 96, donde un año después entrenó al primer equipo, al igual que en 1976. También entrenaó al SpVgg Fürth, SC Herford, FC Augsburg, SSV Ulm 1846, SSV Jahn Regensburg, FC Nuremberg II, y de nuevo en el Hannover 96 de segundo entrenador, hasta que en 1995 tras un año entrenando al Hannover 96 II, se retiró como entrenador.
Falleció el 25 de febrero de 2015 a los 76 años de edad.

## Clubes

### Como futbolista
| Club           | País                | Año         |
| -------------- | ------------------- | ----------- |
| Hannover 96 II | Alemania Occidental | 1959 - 1963 |
| Hannover 96    | Alemania Occidental | 1963 - 1966 |
| Hannover 96 II | Alemania Occidental | 1966 - 1968 |
| TuS Celle FC   | Alemania Occidental | 1968 - 1970 |

### Como entrenador
| Club                             | País                | Año         |
| -------------------------------- | ------------------- | ----------- |
| Hannover 96 (segundo entrenador) | Alemania Occidental | 1972 - 1973 |
| Hannover 96                      | Alemania Occidental | 1973 - 1974 |
| Hannover 96                      | Alemania Occidental | 1976        |
| SpVgg Fürth                      | Alemania Occidental | 1977 - 1980 |
| SC Herford                       | Alemania Occidental | 1980 - 1981 |
| FC Augsburg                      | Alemania Occidental | 1981 - 1984 |
| SSV Ulm 1846                     | Alemania Occidental | 1984        |
| SSV Jahn Regensburg              | Alemania Occidental | 1985 - 1987 |
| FC Nuremberg II                  | Alemania Occidental | 1987 - 1989 |
| Hannover 96 (segundo entrenador) | Alemania            | 1992 - 1994 |
| Hannover 96 II                   | Alemania            | 1994 - 1995 |